# 南メソジスト大学
サザンメソジスト大学（英語: Southern Methodist University）は、テキサス州ダラスに本部を置くアメリカ合衆国の私立大学。1911年創立、1911年大学設置。

## 概要
1911年にサザンメソヂスト監督教会によって設立され、テキサス州のダラス、プレイノ、ニューメキシコ州のタオスにキャンパスを持つ。
1914年にメソジスト監督協会のジェネラルコンフェレンスにおいてミシシッピ川の西の議会に関係した教育機関として指定される。1915年より授業が始まる。
1939年にアーカンソー州、カンザス州、ルイジアナ州、ミズーリ州、ネブラスカ州、ニューメキシコ州、オクラホマ州、テキサス州を構成する the South Central Jurisdiction の下に設置される。
ダラス市はサザンメソジスト大学を地域住民が 300,000ドルを大学のロケーションの安全の為に支援した設置当初からサポートし続けた。市への感謝のために南メソジスト大学はその最初の建物をダラスホールと名付けた。
バージニア大学にロタンダがデザインされた後、ダラスホールは1915年にオープンした。ダラスホールが丘の上に建設されたのでサザンメソジスト大学はヒルトップというニックネームで呼ばれた。
ダラスホールは現在、アメリカ合衆国のヒストリックプレイスとして認定されている。
大学の初代学長 Robert S. Hyer は南メソジスト大学の高い質のシンボルとしてハーバード大学のスクールカラーのクリムゾンとイエール大学のブルーをスクールカラーとして選択した。

## アカデミックプロフィール
サザンメソジスト大学の寄付金は 1,327,815,612 ドルである。なお10億ドル以上寄付を集める大学はアメリカ合衆国とカナダの中で 76 大学ある。その中でサザンメソジスト大学の寄付金は 54 位にランクされている。

## 学部
- Dedman College of Humanities and Sciences
- Cox School of Business
- Meadows School of the Arts
- Bobby B. Lyle School of Engineering
- School of Education & Human Development
- Dedman School of Law
- Perkins School of Theology

## SMU の著名人

### 教員，研究者
- ルイス・ビンフォード：考古学者
- ルベン・アビト：宗教学者、禅指導者
- ラビ・バトラ：経済学者、1993年イグノーベル賞受賞

### 卒業生

#### 経営者
- ジェリー・ジャンキンス: テキサス・インスツルメンツ社長
- クラーク J. マシューズ: セブンイレブン社会長
- エッカード・ファイファー (MBA): コンパック社会長

#### 学界
- ラリー・フォルクナー: テキサス大学オースティン校第27代学長
- ハーマ・ヒル・ケイ: カリフォルニア大学バークレー校ロー・スクール学部長
- トーマス・ライル・マーティン Jr.: イリノイ工科大学学長
- ジョセフ R. スマイリー: テキサス大学オースティン校学長
- チャールズ・スプレイグ: テキサス大学サウスウェスタン医学センター長

#### 日本人
- 丸山寿(LLM): 日立化成社長兼CEO
- 堀籠幸男（LLM): 最高裁判所判事、大阪高等裁判所長官
- 高野隆（LLM): 弁護士、多くの著名事件を担当
- 小林快次: 古生物学者、北海道大学総合博物館　教授

#### その他
- キャシー・ベイツ: 女優．1990年公開作 "ミザリー" でアカデミー主演女優賞，ゴールデングローブ賞主演女優賞を受賞．
- ローラ・ブッシュ: ファーストレディ(第43代アメリカ合衆国大統領ジョージ・ウォーカー・ブッシュ大統領夫人)．
- マリー・エレン・ウェバー (MBA): NASA 宇宙飛行士 (STS-70，STS-101)．テキサス大学サウスウェスタン医学センター政府担当部長．
- カイサ・ベルクイスト: スウェーデン代表陸上競技選手．シドニー五輪銅メダリスト(女子走り高跳)．
- ハンス・ディートマール・シュヴァイスグート：駐日欧州連合大使 (2011年1月 - )[1]
- ホープ・ヒックス: ファッションモデル．ホワイトハウス広報部長
- ブライソン・デシャンボー: プロゴルファー

## RANK
サザンメソジスト大学は常にU.S. News & World Report のannual guidebook America's Best Colleges において上位30％に入っている。
Cox School of Businessはビジネスウィーク誌、エコノミスト誌、フィナンシャル・タイムズ誌、フォーブス誌、U.S. News & World Report誌、ウォールストリート・ジャーナル誌においてビジネス教育のリーダーとして知られており、Cox Full time MBAプログラムはアメリカ合衆国のトップスクールとしてランクされている。